# Salt d'esquí
El salt d'esquí és un esport olímpic d'hivern que consisteix a baixar sobre esquís per una rampa per agafar velocitat i després iniciar el vol amb l'objectiu d'aterrar el més lluny possible. L'objectiu final és aconseguir el salt més llarg un cop haver baixat des de la rampa.
El salt d'esquí és una de les proves més espectaculars dins dels esports d'hivern, i resulta atractiu fins i tot per als que no són molt aficionats a aquests esports. És una prova que té una gran dificultat tècnica i per això requereix molta preparació, ja que l'esquiador no només ha de saltar el més lluny possible, sinó que ha d'aterrar sense contratemps. Un accident no només li restaria puntuació sinó que sovint té conseqüències molt dolentes per l'esportista. Per si no n'hi hagués prou, durant el vol ha de tenir cura amb l'harmonia i l'estètica del moviment, ja que a més de la distància uns jutges valoraran l'estil, influint els dos factors en la puntuació final.

## Història

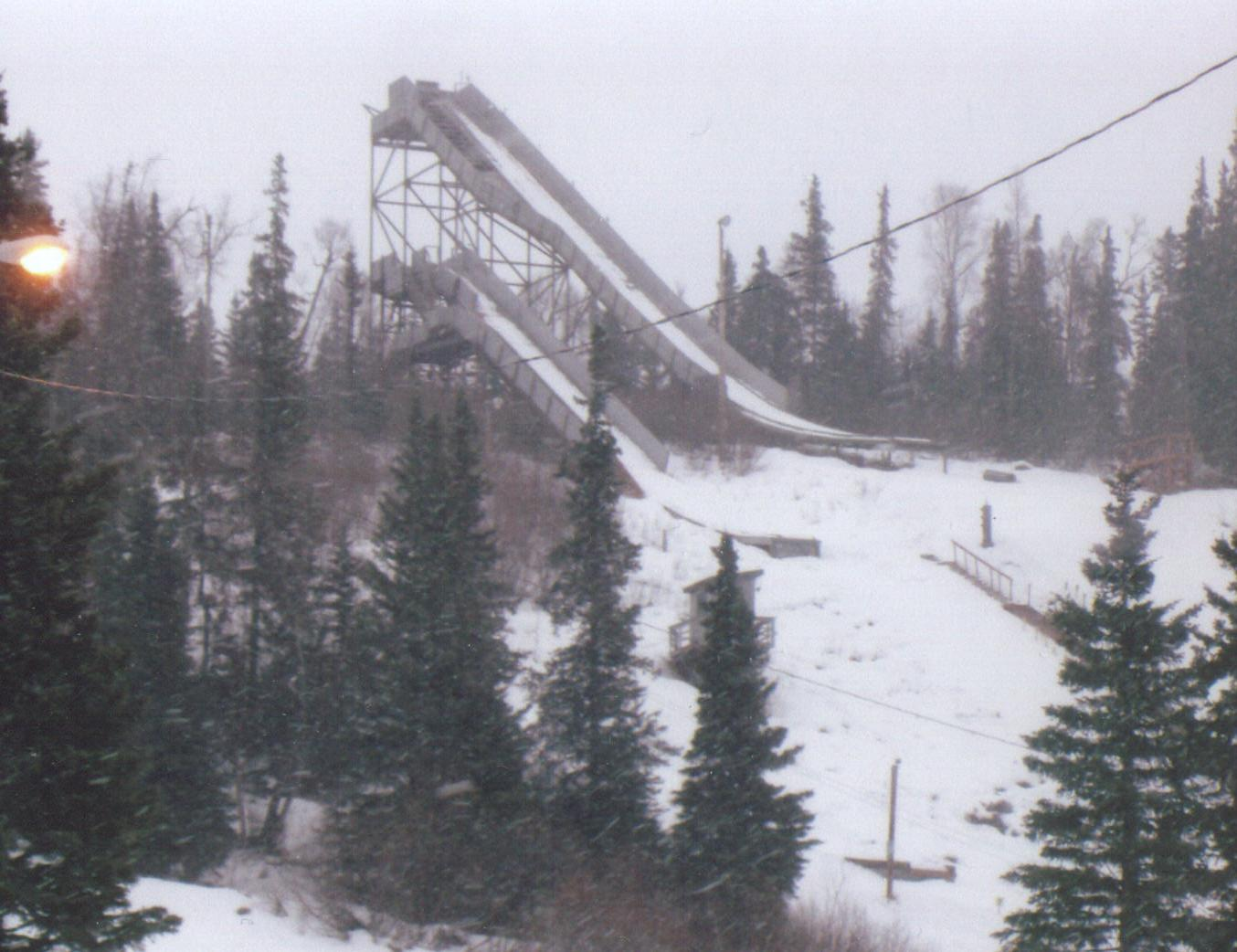
Trampolí de salt.

Els salts d'esquí es van originar, com gairebé tots els esports d'hivern, en els països nòrdics d'Europa. En l'actualitat els països com Noruega, Finlàndia, Suïssa o Alemanya competeixen per l'hegemonia amb els esquiadors procedents del Japó, encara que també països com els Estats Units, Eslovènia o Àustria disposen d'un gran nivell. La tecnologia té un paper cada vegada més important, i en l'actualitat els esquiadors es sotmeten a nombroses proves en túnels de vent per trobar la posició ideal que els permeti aterrar més lluny. Així mateix l'equipament està orientat a oferir la mínima resistència a l'aire. Com esport olímpic va fer la seva aparició ja en la primera edició dels jocs d'hivern, els Jocs Olímpics de Chamonix 1924, on es competia sobre un trampolí de 80 metres. El 1972 la federació internacional va establir com a oficials les actuals proves de K-90 i de K-120. La prova per equips és més recent i ressorgeix als Jocs Olímpics de Calgary 1988, on va guanyar l'or l'equip de Finlàndia.
Les dones van començar a practicar aquesta disciplina en els anys 70, amb pioneres com Anita Ward. Des dels Jocs de Sotxi de 2014 forma part del programa olímpic una prova femenina.

## Tècnica

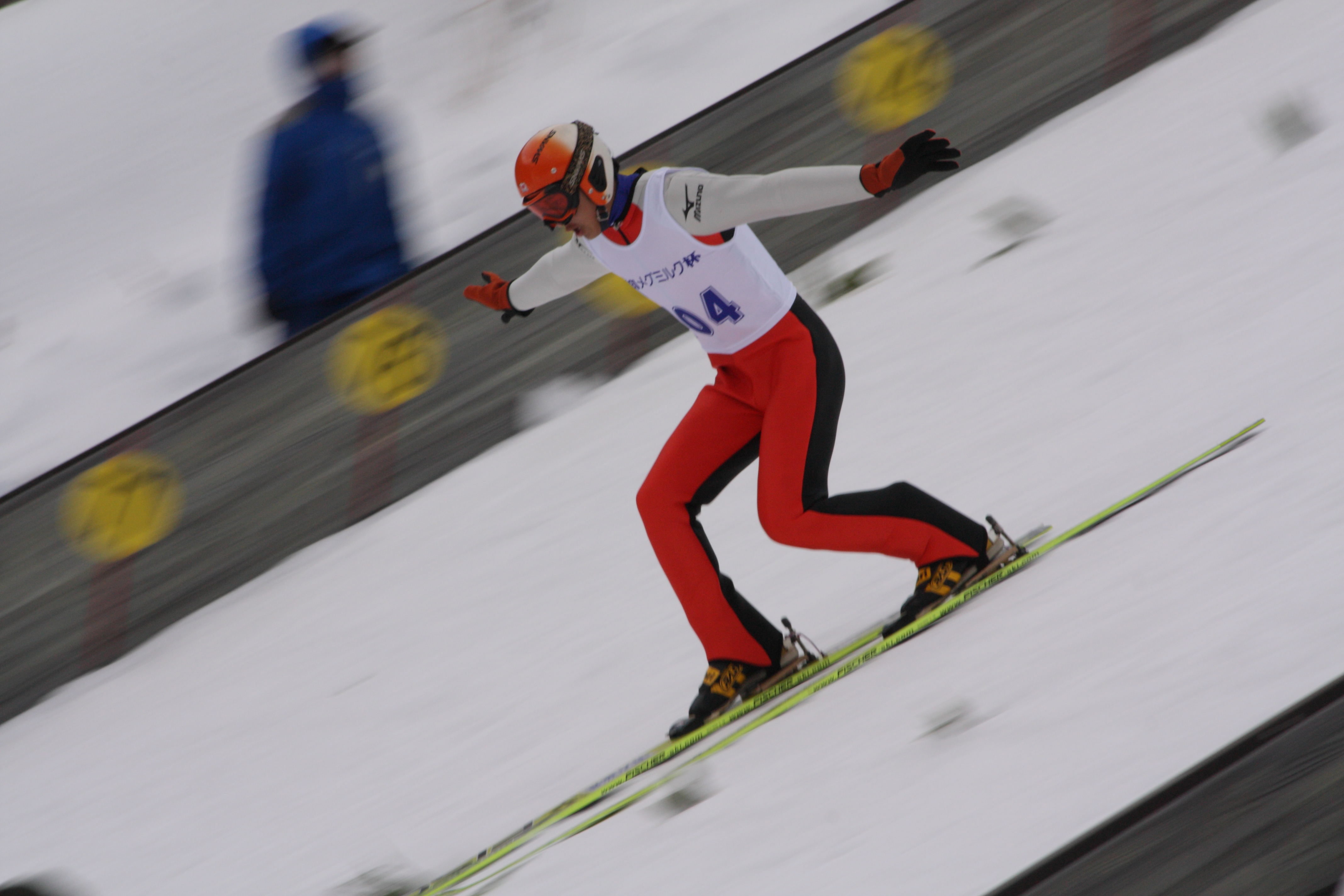
L'anomenat aterratge en estil telemark, anomenat així per la regió Telemark de Noruega.

Per realitzar el salt l'esquiador se situa a dalt de tot a la rampa d'enlairament i es llança rampa avall amb uns esquís d'uns 12 cm d'ample. Va adquirint velocitat fins a arribar a més de 100 km per hora, moment en què es realitza el salt anomenat punt de construcció, que és el moment més important, ja que l'esquiador ha de realitzar l'impuls en el moment precís: un retard d'unes centèsimes de segon poden significar diversos metres en la llargada del salt obtingut.
Durant el vol els esquiadors poden adoptar diferent forma amb els braços: la més comuna és amb els esquís oberts, el cos tirat cap endavant i els braços enganxats al cos, una altra és amb els esquís oberts en forma de V, una altra allargar els braços en paral·lel, mentre que uns pocs prefereixen una combinació de les dues anteriors adoptant entre braços i cames una forma de lletra H. L'estil en V va ser emprat per primera vegada per Jan Boklöv en la dècada del 1980.
Finalment arriba el moment més perillós, que és l'aterratge. Alguns esquiadors el realitzen en el que s'anomena la posició telemarc, és a dir, amb un genoll per davant, que és la que s'encarrega d'aguantar l'impacte brutal a terra. En aquest moment s'utilitzen també els braços per equilibrar el cos i no caure.

## Equipament
Fixacions: Les fixacions han d'estar muntades de forma paral·lela a la direcció de la trajectòria. La fixació ha d'estar col·locada de tal manera que, com a màxim, el 57% de la longitud total de l'esquí s'utilitzi en la part davantera.
Botes: Les botes cal que siguin de taló alt, flexibles però fermes, amb un petit rebaix davanter. Estan dissenyades per permetre que el saltador s'inclini durant el vol.
Cordill de Connexió: Part de la fixació és un cordill que subjecta l'esquí a la bota i impedeix que els esquís trontollin durant el salt.
Vestit de salt: Totes les parts del vestit de salt han d'estar confeccionades amb el mateix material i han d'oferir una certa permeabilitat a l'aire i tenir un gruix màxim. La mida d'un vestit ha adaptar-se a la forma del cos en posició dreta, amb una determinada tolerància al moviment.
Esquís de salt: Els esquís de salt estan fabricats especialment per al seu ús en trampolins de salts d'esquí. Es poden utilitzar esquís amb una longitud màxima del 146% de l'alçada corporal total del saltador. La curvatura i la forma de l'acabament dels esquís pot adoptar certes formes geomètriques.

## Modalitats
En els Jocs Olímpics d'Hivern es disputen tres modalitats, totes elles en categoria masculina, i una sola prova en modalitat femenina:

### Proves masculines
En aquestes proves cada participant ha de fer dos salts, sumant-se la puntuació aconseguida en tots dos i guanyant el que totalitzi més punts:
- Salts des del trampolí de 90 metres, també anomenat (K-90), és a dir baixant per una rampa de 90 metres de longitud.
- Salts des del trampolí de 120 metres, (K-120), és a dir baixant per una rampa de 120 metres de longitud. Lògicament en aquest segon cas la velocitat adquirida és més gran i, per tant, les distàncies que s'assoleixen en el salt també ho són.

En aquestes proves cada participant ha de fer dos salts, sumant-se la puntuació aconseguida en els dos i guanya el que suma més punts.

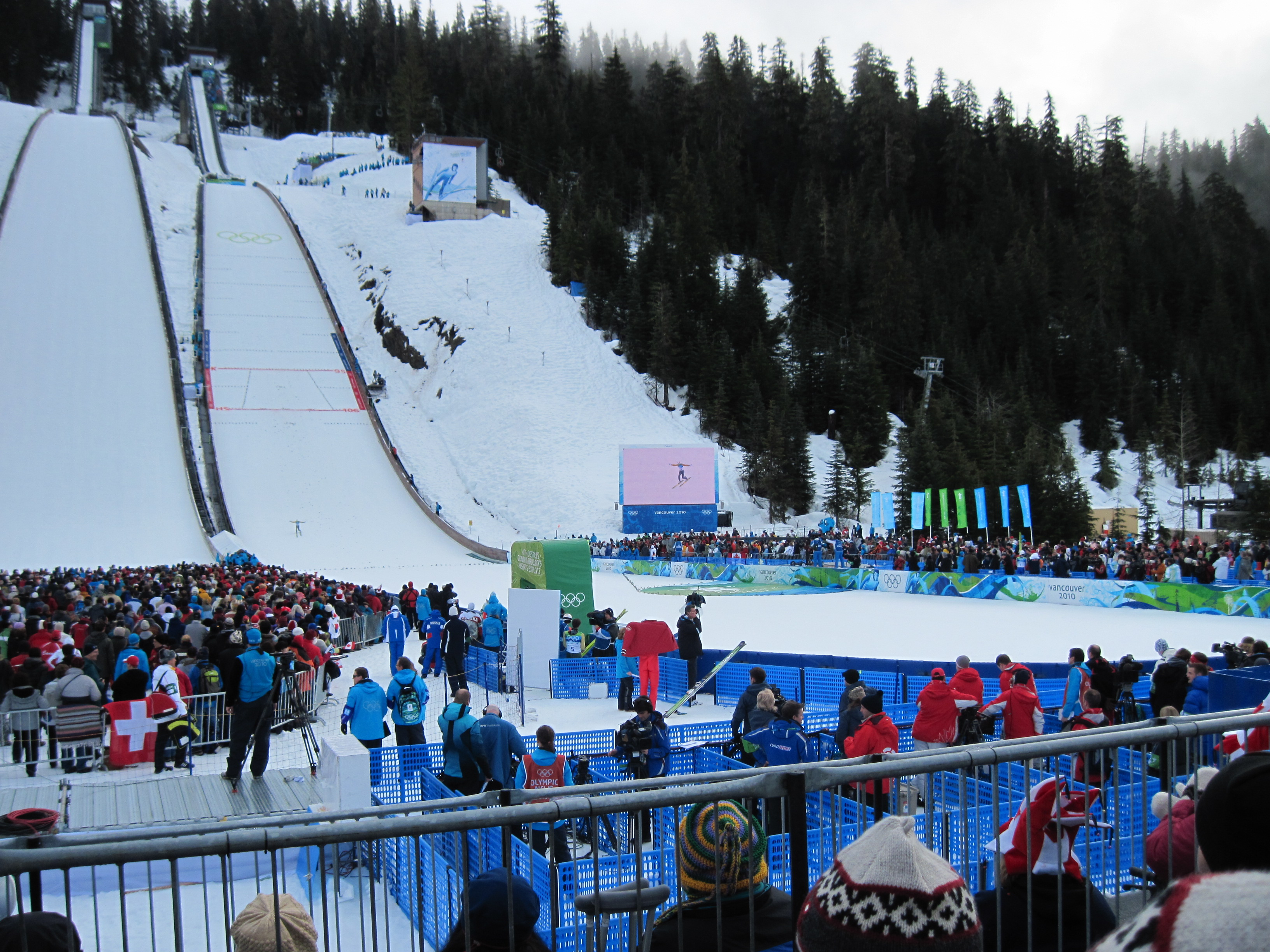
Jocs d'hivern 2010.

-Salts des del trampolí de 120 metres per equips, en aquest cas es tracta d'equips formats per quatre saltadors, cadascun dels quals ha de fer dos salts. Al final se sumen les puntuacions aconseguides per tots ells en els vuit salts i guanya l'equip que sumi més punts.
A més d'això, els salts d'esquí formen part d'un altre esport olímpic, la Combinada Nòrdica, consistent en una combinació de salts d'esquí amb una cursa d'esquí de fons.

### Proves femenines
El gener de 1863, a Trysil (Noruega), la noruega Ingrid Olsdatter Vestby, de 16 anys, es va convertir en la primera dona saltadora d'esquí coneguda que va participar en la competició. La distància no està registrada.
Les dones van començar a competir a alt nivell des de la temporada 2004/05 de la Copa Continental. La Federació Internacional d'Esquí va organitzar tres proves femenines per equips en aquesta competició i fins aleshores van ser les úniques proves per equips a la història del salt d'esquí femení.

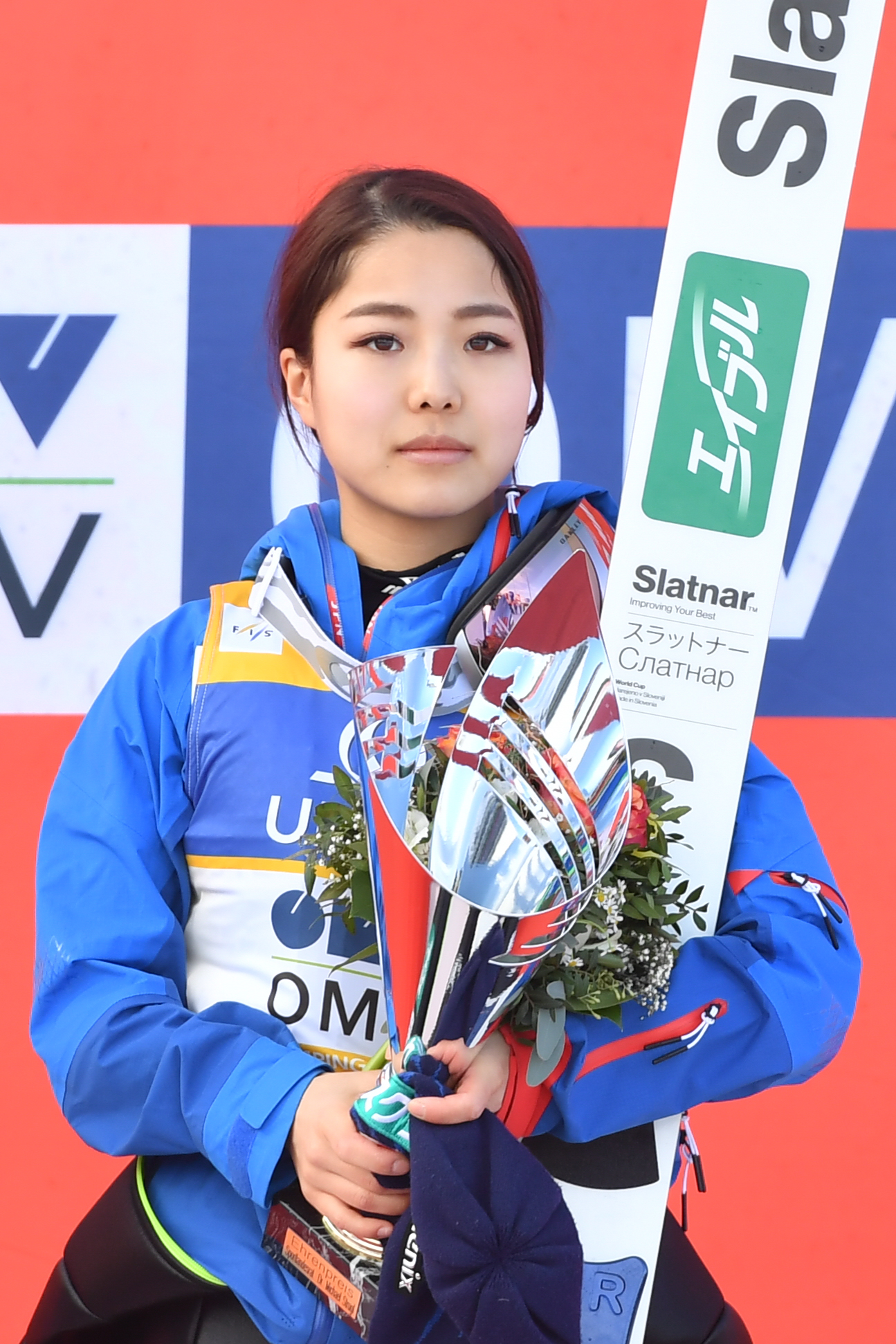
Sara Takanashi és la saltadora d'esquí més reeixida, ja que ha guanyat el títol de la Copa del Món quatre vegades.

Les dones es van estrenar als Campionats del Món d'Esquí Nòrdic de la FIS el 2009 a Liberec La saltadora d'esquí nord-americana Lindsey Van es va convertir a la primera campiona del món.
A la temporada 2011-12, les dones van competir per primera vegada a la Copa del Món. La primera prova es va celebrar el 3 de desembre de 2011 a Lysgårdsbakken, al turó normal de Lillehammer (Noruega). La primera guanyadora de la Copa del Món va ser Sarah Hendrickson, que també es va convertir en la campiona inaugural de la Copa del Món femenina a la general Anteriorment, les dones només havien competit a les temporades de la Copa Continental.

#### Jocs Olímpics de 2014
La Federació Internacional d'Esquí va proposar que les dones poguessin competir als Jocs Olímpics d'Hivern de 2010, però la proposta va ser rebutjada pel COI a causa de l'escàs nombre d'atletes i països participants en aquell moment.
Un grup de quinze dones competidores de salts d'esquí va presentar més tard una demanda contra el Comitè Organitzador de Vancouver per als Jocs Olímpics i Paralímpics d'Hivern de 2010 per considera que violava la Carta Canadenca de Drets i Llibertats, ja que hi competien només homes. La demanda va fracassar, ja que el jutge va dictaminar que la situació no es regia per la carta.
Es va assolir una altra fita quan es va incloure el salt d'esquí femení com a part dels Jocs Olímpics d'Hivern de 2014 a la prova de salt normal. La primera campiona olímpica va ser Carina Vogt.

## Forma física
Segons el reglament els saltadors d'esquí que tenen un índex de massa corporal per sota del mínim del que es considera saludable són sancionats amb uns esquís més curts, que redueixen la sustentació aerodinàmica que poden assolir. Aquestes normes s'han vist necessàries des de la detecció dels casos més greus d'atletes amb pes baix; però alguns competidors, tot i així, perden pes per maximitzar la distància que poden assolir en saltar.

## Avaluació d'una competició

Diferents punts i zones del salt: A-B = punt de sortida; t = inici del salt; HS = llargada total de la rampa; P-L = àrea d'aterratge; K = punt de construcció.

El resultat final d'una prova de salts s'obté de l'avaluació de les dues mànegues de la competició (primera i segona).
El nombre total de punts d'una mànega es calcula per la suma de:
- Els punts aconseguits per la llargada del salt (metres convertits a punts per distància).
- Els punts aconseguits per execució del vol (punts d'estil concedits pels jutges de la prova).

Punts per Distància: Un salt que arribi al punt de construcció, també dit punt-K (el punt de càlcul ve determinat per la mida del trampolí) obté 60 punts. Per salts efectuats abans o després del punt-K, se sumen o es resten punts per a determinar el càlcul final dels punts per distància; cada metre per sobre o per sota d'aquest punt-K es veurà incrementat o reduït en 1,8 punts (per al trampolí llarg) i 2,0 punts (per al trampolí normal). La longitud del salt es mesura des de la vora de la rampa de sortida fins al punt d'aterratge del saltador i s'incrementa aquesta mesura en 0,5 metres.
Punts d'estil: Per un vol perfecte, un saltador pot obtenir 20 punts com a màxim per cada actuació. Els jutges (cinc) resten punts per errors comesos durant el vol, la recepció i la frenada, per finalment descartar la nota més alta i la més baixa. Els punts màxims que es poden restar per errors comesos durant el vol i la fase d'aterratge són 5,0 punts, mentre que per a la frenada es poden deduir fins a 7,0 punts.

## Popularitat
El salt d'esquí és molt popular entre els espectadors d'Escandinàvia i Europa central. Tradicionalment, els països amb més practicant són Finlàndia, Noruega, Alemanya, Àustria, Polònia, Suïssa, Eslovènia i el Japó. No obstant això, sempre hi ha hagut esquiadors d'altres països. El Torneig Quatre Trampolins, que se celebra anualment en quatre llocs, a Baviera, Alemanya i Àustria pels volts de Cap d'any, és molt popular. Hi ha hagut intents d'estendre la popularitat de l'esport mitjançant la fabricació d'instal·lacions per tal de facilitar-ne la pràctica i la competició. Aquests intents inclouen la neu artificial per proporcionar una superfície lliscosa, fins i tot durant l'estiu i en llocs on la neu no és molt freqüent.